# 弘円

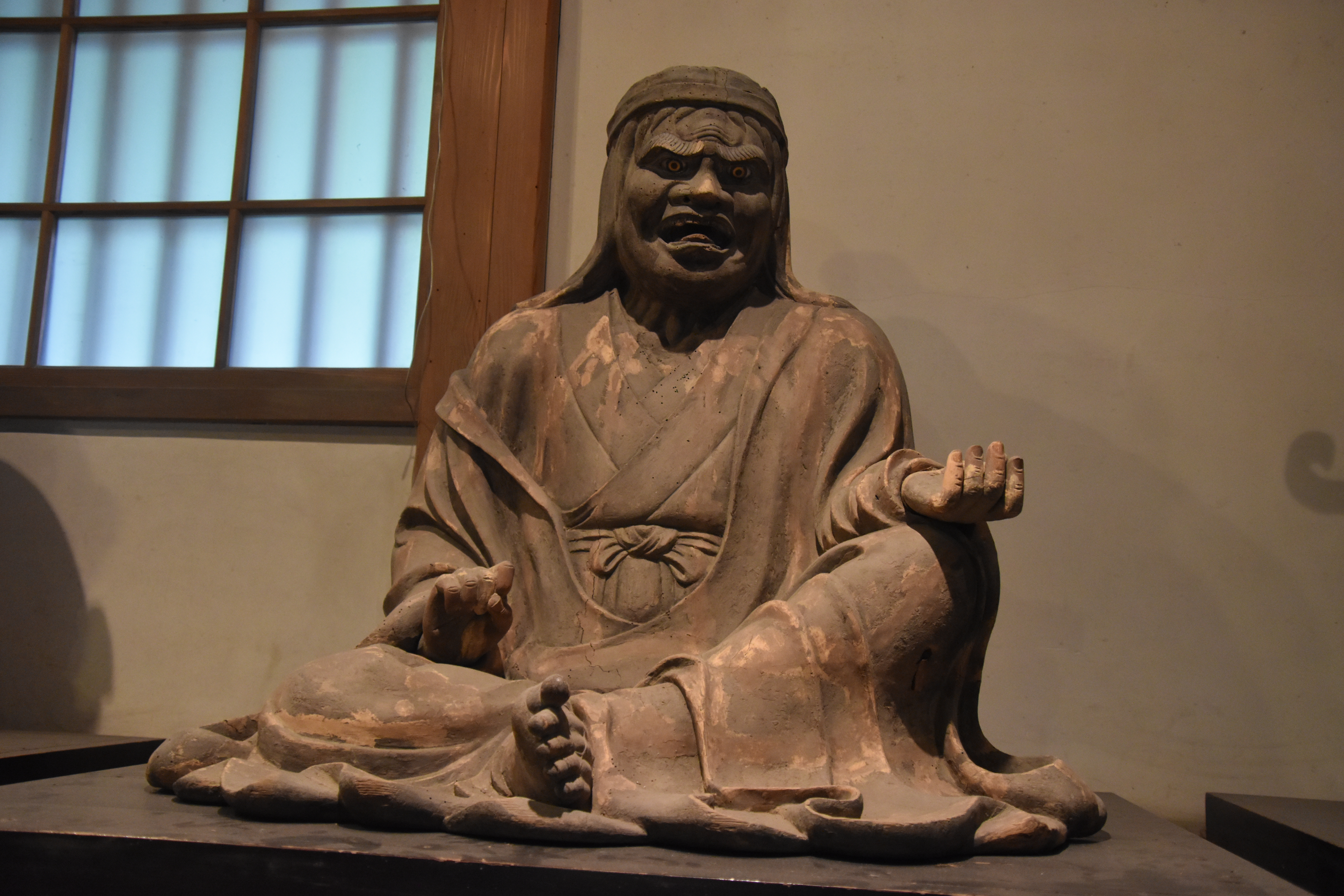
神奈川県鎌倉市山ノ内の円応寺所蔵の奪衣婆坐像。永正11年（1514年）に弘円が製作したもので、国の重要文化財に指定されている。

弘円（こうえん、1442年〈嘉吉2年〉 - 1529年〈享禄2年〉）は、室町時代に鎌倉など関東地方南部を中心に活動した仏師。通称は下野法眼（しもつけほうげん）。

## 概要
神奈川県鎌倉市のほか、周辺の横浜市や平塚市、東京都青梅市の寺院に、彼が製作したり修理に携わったりした仏像が伝わっている。
鎌倉時代に隆盛した仏像彫刻は、室町時代に入って衰退し始めたといわれ、この時代に属する弘円の作品の評価も前時代のものに比べると芸術性・技術力に乏しく必ずしも高くないという。しかし、鎌倉末から室町初期にかけて鎌倉地方で流行した宋風の作風を忠実に受け継ぐ作品を残し、当時の仏像様式の傾向を知る上で重要な存在とされる。

## 造立作品と修理した作品
- 1469年（文明元年）、横浜市栄区小菅ケ谷3丁目・大誓寺、木造聖徳太子立像（横浜市指定有形文化財）、造立[2][3]。
- 1485年（文明17年）、鎌倉市長谷3丁目・長谷寺、木造十一面観音立像、光背を修理[1]。
- 1493年（明応2年）、平塚市南金目・光明寺、木造聖観音菩薩立像（平塚市指定有形文化財）、修理[1][4]。
- 1493年（明応2年）、平塚市南金目・光明寺、木造金剛力士立像（神奈川県指定重要有形文化財）、修理（1回目）[5]。
- 1501年（文亀元年）、横浜市金沢区片吹・太寧寺旧蔵、木造十二神将立像、修理[1]。
- 1511年（永正8年）、東京都青梅市根ヶ布1丁目・天寧寺、木造釈迦如来坐像（青梅市指定有形文化財）[6]、造立[1]と思われていたが修理と判明[7]。
- 1512年（永正9年）、青梅市塩船・塩船観音寺、木造二十八部衆像（国の重要文化財）、一部造立[1][8]。
- 1512年（永正9年）、青梅市塩船・塩船観音寺、木造功徳天立像、修理[1]。
- 1512年（永正9年）、青梅市塩船・塩船観音寺、木造毘沙門天立像、造立?[1]。
- 1512年（永正9年）、青梅市今寺1丁目・報恩寺、木造地蔵菩薩半跏像（青梅市指定有形文化財）、造立[1][6]。
- 1512年（永正9年）、青梅市塩船・塩船観音寺、木造千手観音立像（国の重要文化財）、修理[1][8]。
- 1514年（永正11年）、鎌倉市山ノ内・円応寺、木造奪衣婆坐像（国の重要文化財）、造立[1][9]。
- 1517年（永正14年）、平塚市南金目・光明寺、木造金剛力士立像（神奈川県指定重要有形文化財）、修理（2回目）[5]。
- 1518年（永正15年）、鎌倉市山ノ内・東慶寺、木造釈迦如来坐像（鎌倉市指定有形文化財）、修理[1][9]。
- 1520年（永正17年）、鎌倉市山ノ内・円応寺、木造閻魔王坐像（国の重要文化財）、修理[1][9]。